# Герстенфельд Едвард Ісаакович
Е́двард Ісаа́кович Ґерстенфельд (або Герштенфельд, пол. Edward Gerstenfeld; * 1915, Львів — † 1943?) — польський і радянський шахіст. Чемпіон Львова 1934. Майстер спорту СРСР (1940).

## Кар'єра
Талановитий львівський шахіст вже у 19-річному віці виграв чемпіонат Львова (1934). Протягом 1935–1939 років жив у місті Лодзь.
Виступи на турнірах:
- I відбірковий турнір до чемпіонату Польщі (Лодзь, 1935) — 2-5-е місця
- II відбірковий турнір до чемпіонату Польщі (Ченстохова, 1936) — 3-е
- міжнародний турнір (Лодзь, 1938) — 6-е місце
- показовий турнір майстрів (Львів, 1940) — 4-е місце

Виступи на чемпіонатах Польщі:
- 1935, Варшава — 15-е місце
- 1937, Юрата — 9-10 місце

Після окупації Львова радянськими військами взяв участь у півфіналі чемпіонату СРСР у Києві (1940), де посів 1-2 місце — найвищий успіх у кар'єрі гравця. За ці високі результати отримав звання майстра спорту СРСР. У фіналі чемпіонату СРСР 1940 року виступив гірше, посівши тільки 17-е місце серед 20 шахістів. У червні 1941 року грав у півфіналі чергового чемпіонату СРСР, але через початок війни турнір було перервано після 9 турів.
Загинув під час німецької окупації.